# 長野県道138号香坂中込線

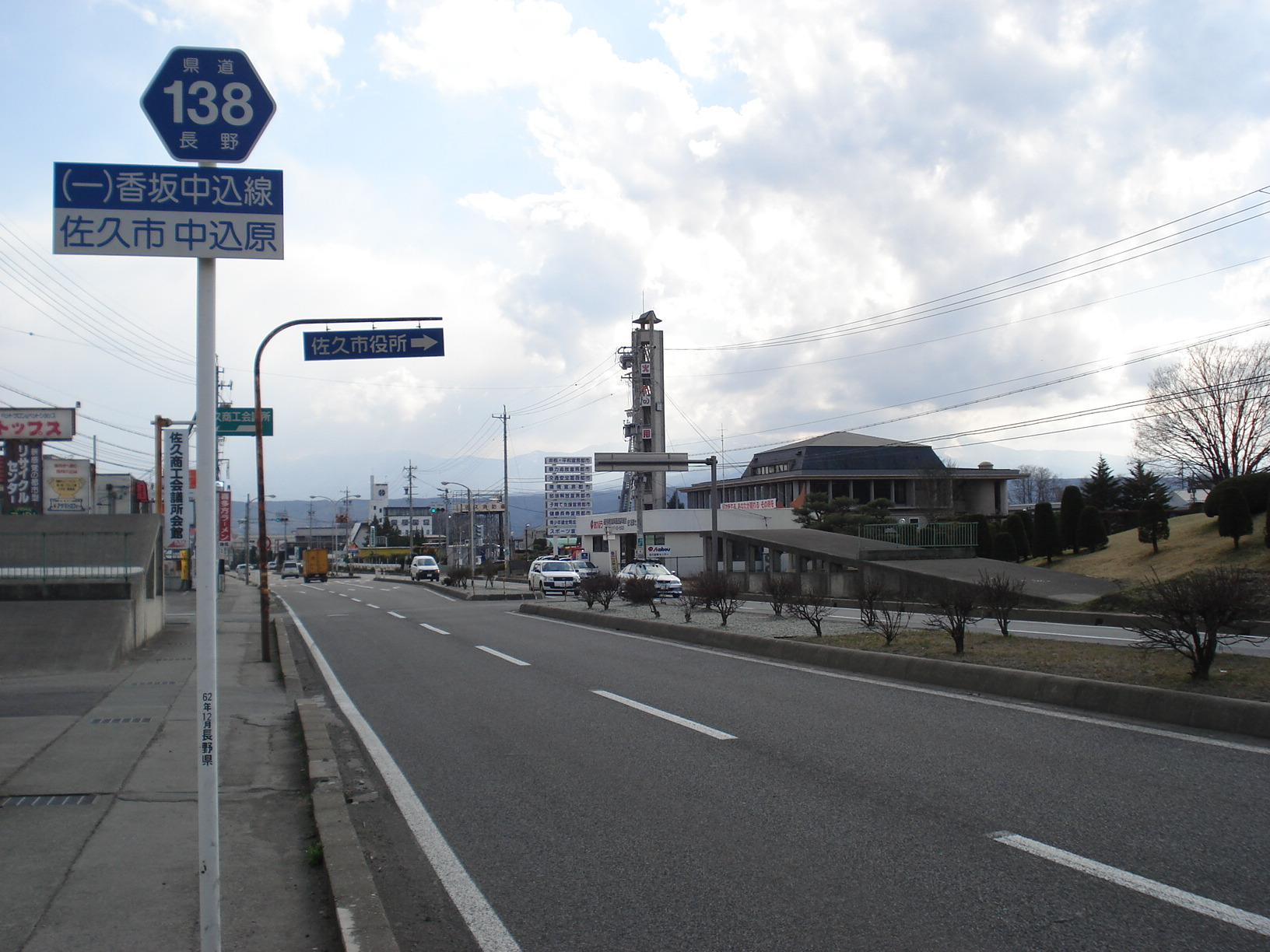
佐久市中込原（佐久市役所）付近

長野県道138号香坂中込線（ながのけんどう138ごう こうさかなかごみせん）は、長野県佐久市を走る一般県道。佐久市岩村田（相生町交差点）から佐久市中込（滑津大橋交差点、終点）までは国道141号の旧道でもある。

## 概要

### 路線データ
- 起点：佐久市香坂
- 終点：佐久市中込（滑津大橋交差点、国道254号交点）

## 交差・接続する道路
- 長野県道44号下仁田浅科線 - 佐久市新子田

ここから佐久市岩村田（相生町交差点）まで長野県道44号下仁田浅科線と重複
- 長野県道9号佐久軽井沢線 - 佐久市岩村田（相生町交差点）
- 長野県道103号上原猿久保線 - 佐久市猿久保（駒場公園入口交差点）
- 国道254号 - 佐久市中込（滑津大橋交差点、終点）